# اسقف‌نشین انگلیکان بیرمنگام
اسقف‌نشین انگلیکان بیرمنگام (انگلیسی: Anglican Diocese of Birmingham) بخشی تشکیل دهنده از استان کانتربری کلیسای انگلستان در کشور انگلستان است. این اسقف‌نشین که در سال ۱۹۰۵ میلادی تاسیس شده است شامل ۱۹۵ کلیسا می‌باشد و مرکز آن کلیسای جامع سنت فیلیپ، بیرمنگام است.